# Формозу (Минас-Жерайс)
Формозу (порт. Formoso) — муниципалитет в Бразилии, входит в штат Минас-Жерайс. Составная часть мезорегиона Северо-запад штата Минас-Жерайс. Входит в экономико-статистический  микрорегион Унаи. Население составляет 6022 человека на 2006 год. Занимает площадь 3691,483 км². Плотность населения — 1,6 чел./км².

## История
Город основан 1 января 1963 года. 

## Статистика
- Валовой внутренний продукт на 2003 год составляет 47 136 875,00 реалов (данные: Бразильский институт географии и статистики).
- Валовой внутренний продукт на душу населения на 2003 год составляет 7540,69 реалов (данные: Бразильский институт географии и статистики).
- Индекс развития человеческого потенциала на 2000 год составляет 0,695 (данные: Программа развития ООН).